# ウィリアム・クルックシャンク (画家)
ウィリアム・クルックシャンク（William Cruikshank RCA、1848年12月25日 - 1922年5月19日 ）はスコットランド生まれの画家。カナダのトロントで長く美術教師として働いた。

## 略歴
スコットランド、ダンディーのBroughty Ferryで生まれた。親類に風刺画家のジョージ・クルックシャンク(George Cruikshank:1792-1878)がいる。1857年に家族とカナダに移住し、トロントで育った
。
1864年に絵を学ぶために、ヨーロッパに渡り、エディンバラのスコットランド王立美術アカデミーで学んだ後、ロンドンに移り、ロイヤル・アカデミー・オブ・アーツの美術学校でフレデリック・レイトンやジョン・エヴァレット・ミレーに学んだ。パリに移り、パリ国立高等美術学校のアドルフ・イヴォンの教室で学ぶが、1870年の普仏戦争のためパリを離れた、
1871年にロンドンに戻り、ロンドンの雑誌などの挿絵を描いた。1873年にカナダに戻った後、ニューヨークに移り、「Scribner's Magazine」などの雑誌のために働いた。1876年にトロントに戻り、カナダの雑誌「Canadian Illustrated News」の挿絵を1879年まで描いた。1880年からトロントの美術学校（Central Ontario School of Art and Design、後の オンタリオ州立芸術大学）の人物画の教師を務めた。カナダの重要な風景画家のグループ、「グループ・オブ・セブン」のメンバーのJ・E・H・マクドナルドらを教えた。
1882年にオンタリオ美術家協会(Ontario Society of Artists)に選ばれ、ロバート・ハリスの後任としてインストラクターの仕事をした。1884年に王立カナダ美術アカデミーの準会員に選ばれ、同じ年にトロントの美術学校の校長になった。1907年には王立カナダ美術アカデミーの正会員に選ばれた。1915年まで美術学校で教えて引退した。
1922年にアメリカのカンザスシティで亡くなった。

## 作品

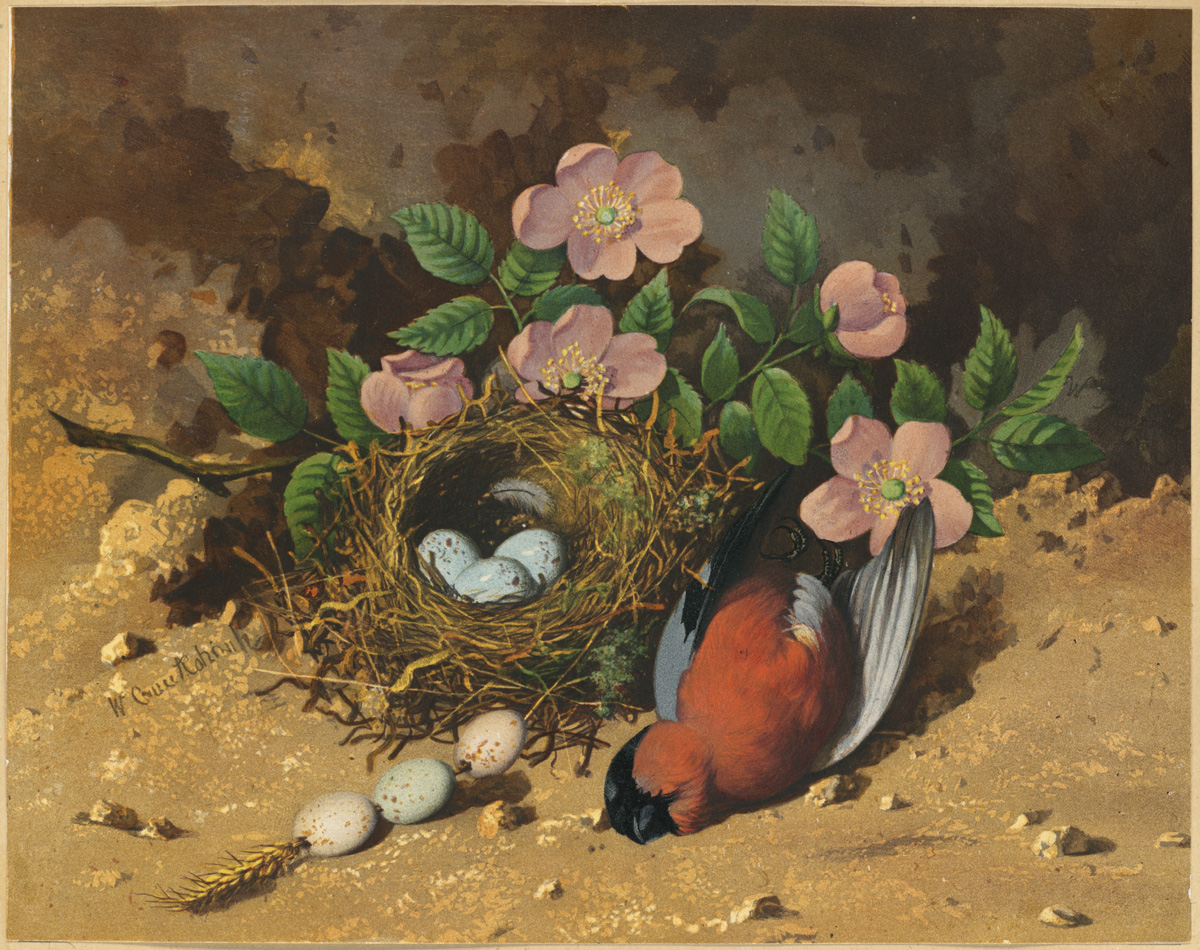
「ブルフィンチ」 ボストン公共図書館 蔵
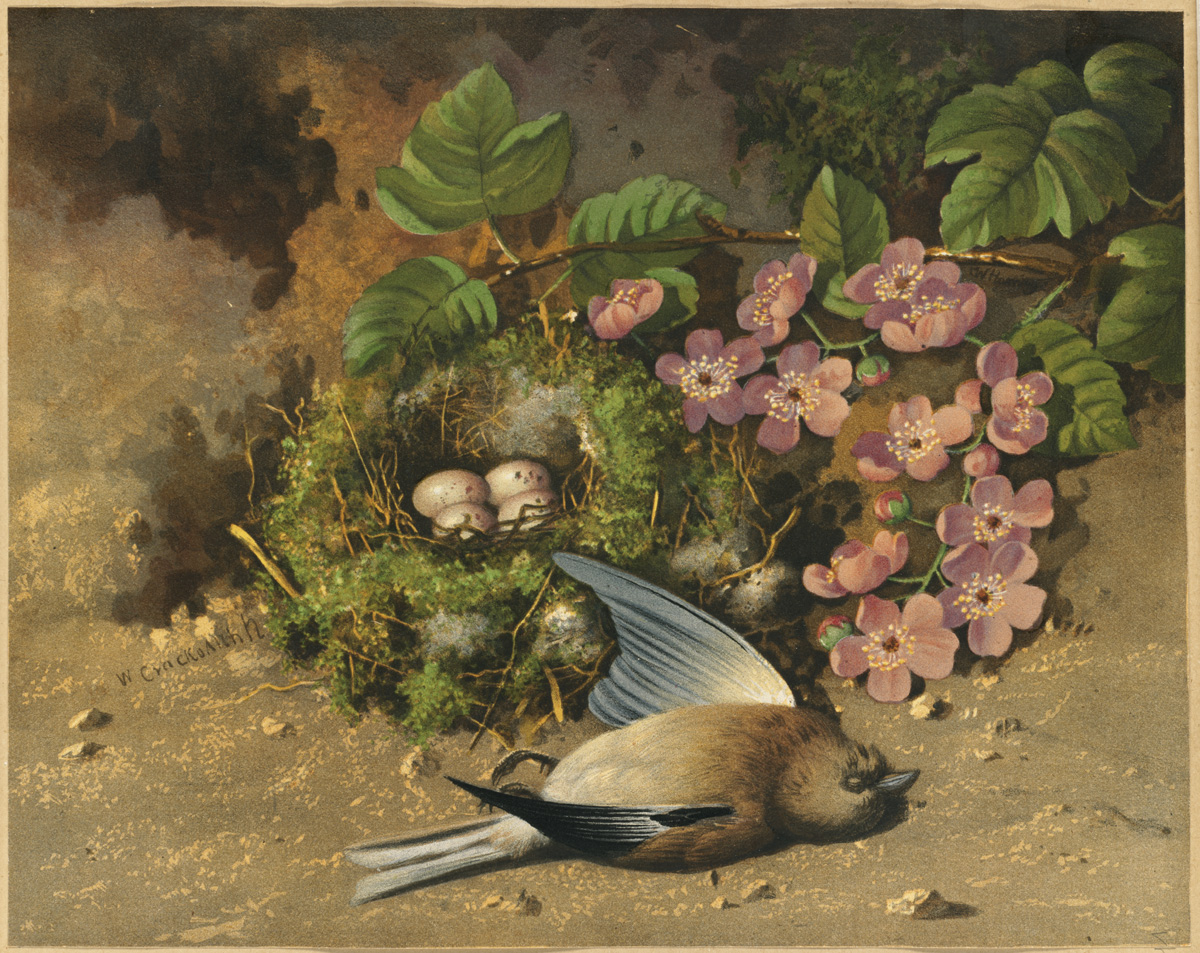
「ムネアカヒワ」 ボストン公共図書館 蔵
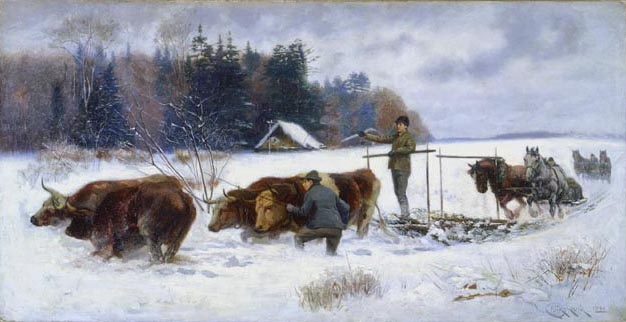
「雪かき」カナダ国立美術館
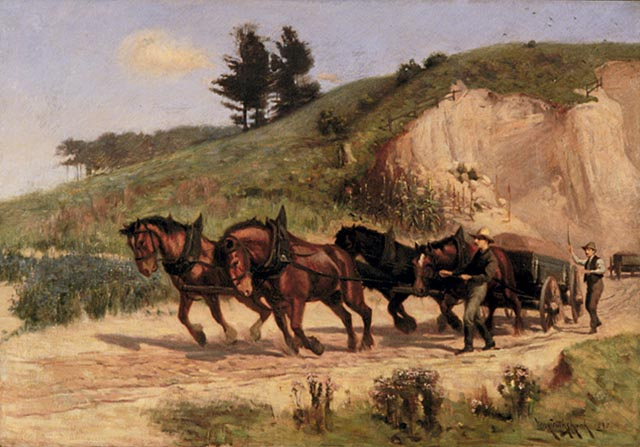
" Sand Wagon" カナダ国立美術館 蔵